# IC 1110
IC 1110 ist eine Spiralgalaxie vom Hubble-Typ Sa im Sternbild Kleiner Bär am Nordsternhimmel. Sie ist rund 158 Millionen Lichtjahre von der Milchstraße entfernt.
Das Objekt wurde am 2. August 1888 von Lewis Swift entdeckt.